# Kopál

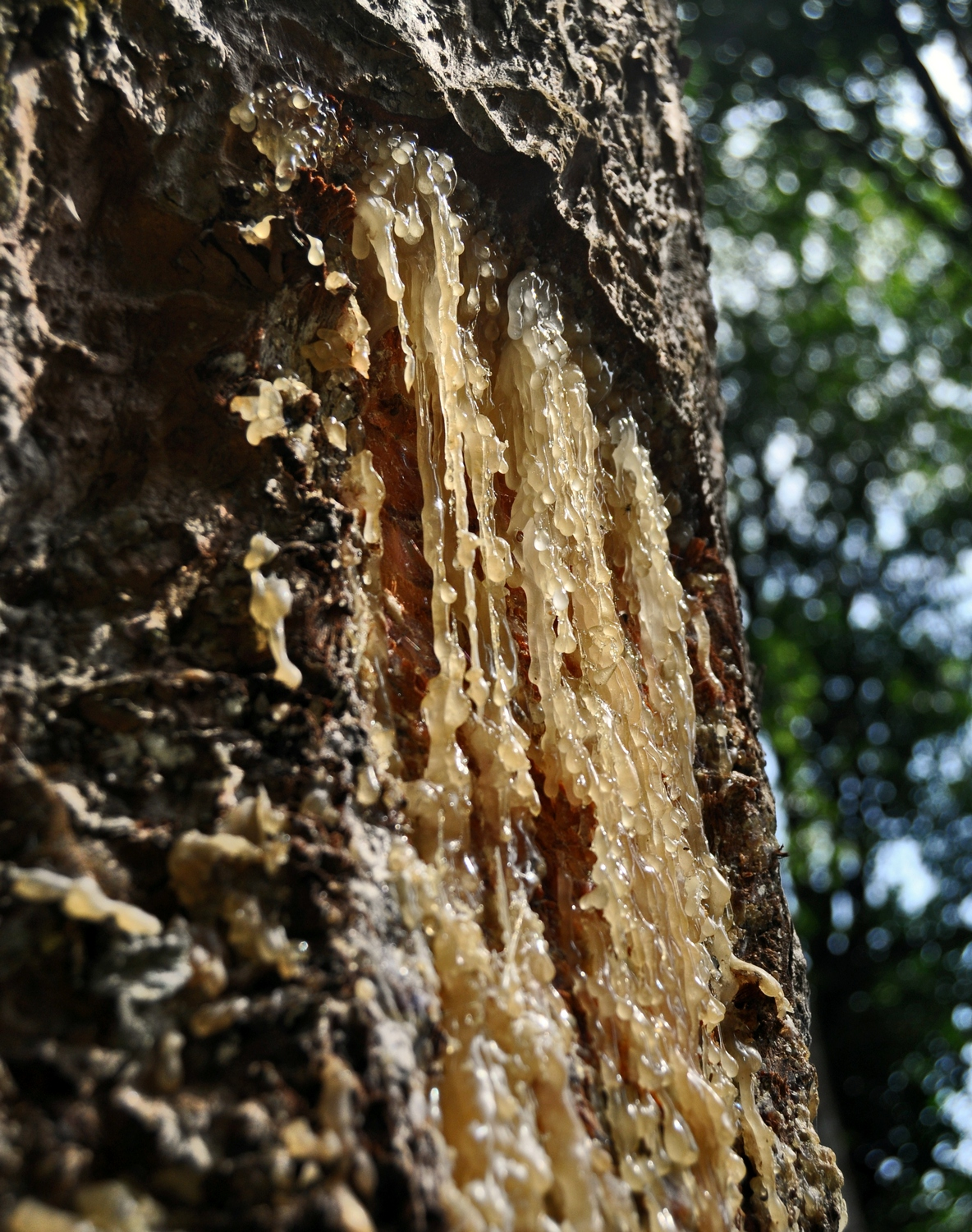
Dammarafenyő gyantás törzse

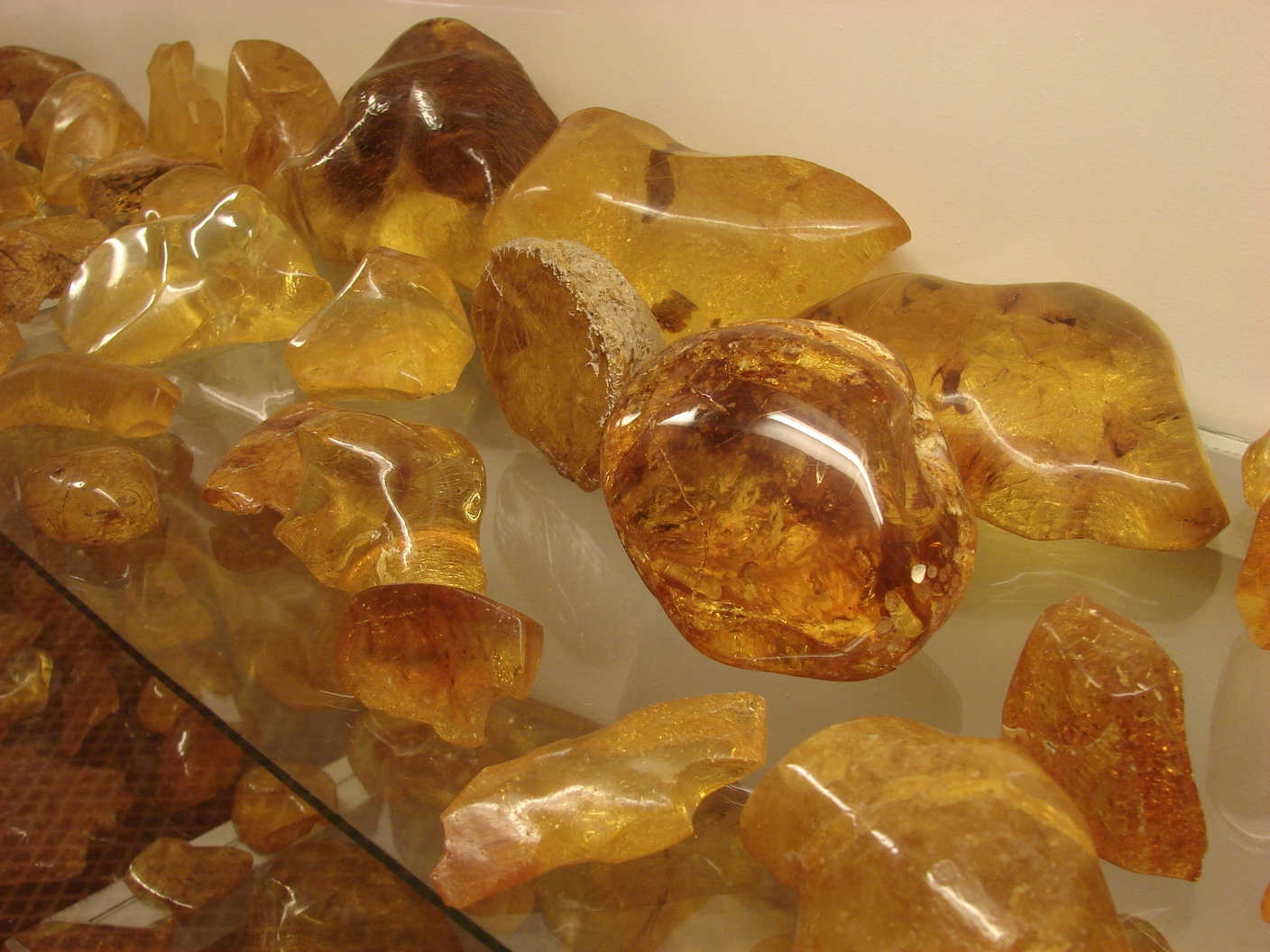
Kaurikopál cseppek a Kauri Múzeum gyűjteményéből Új-Zélandon

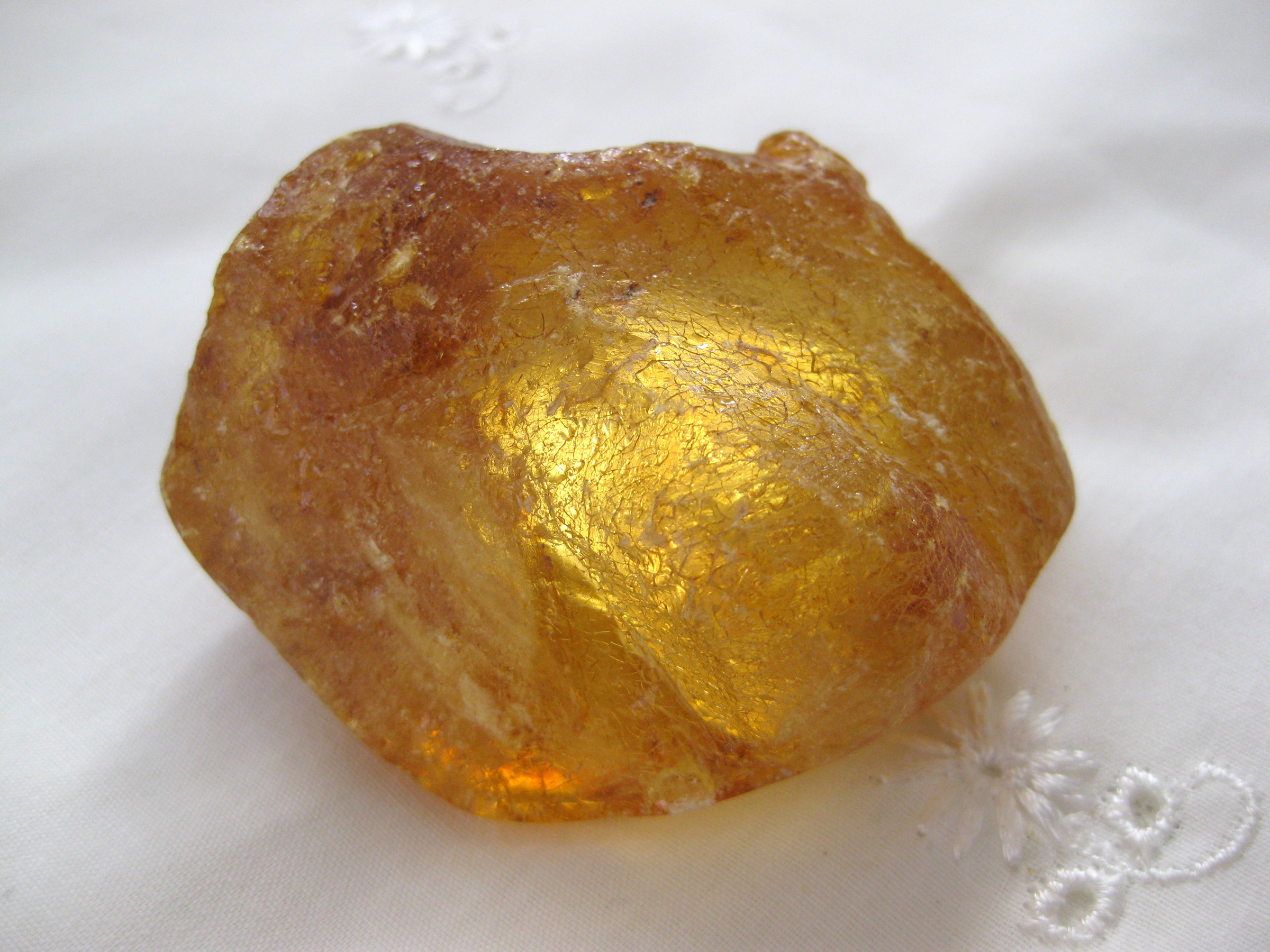
Félig fosszilis kaurikopál (Kauri Múzeum, Új-Zéland)

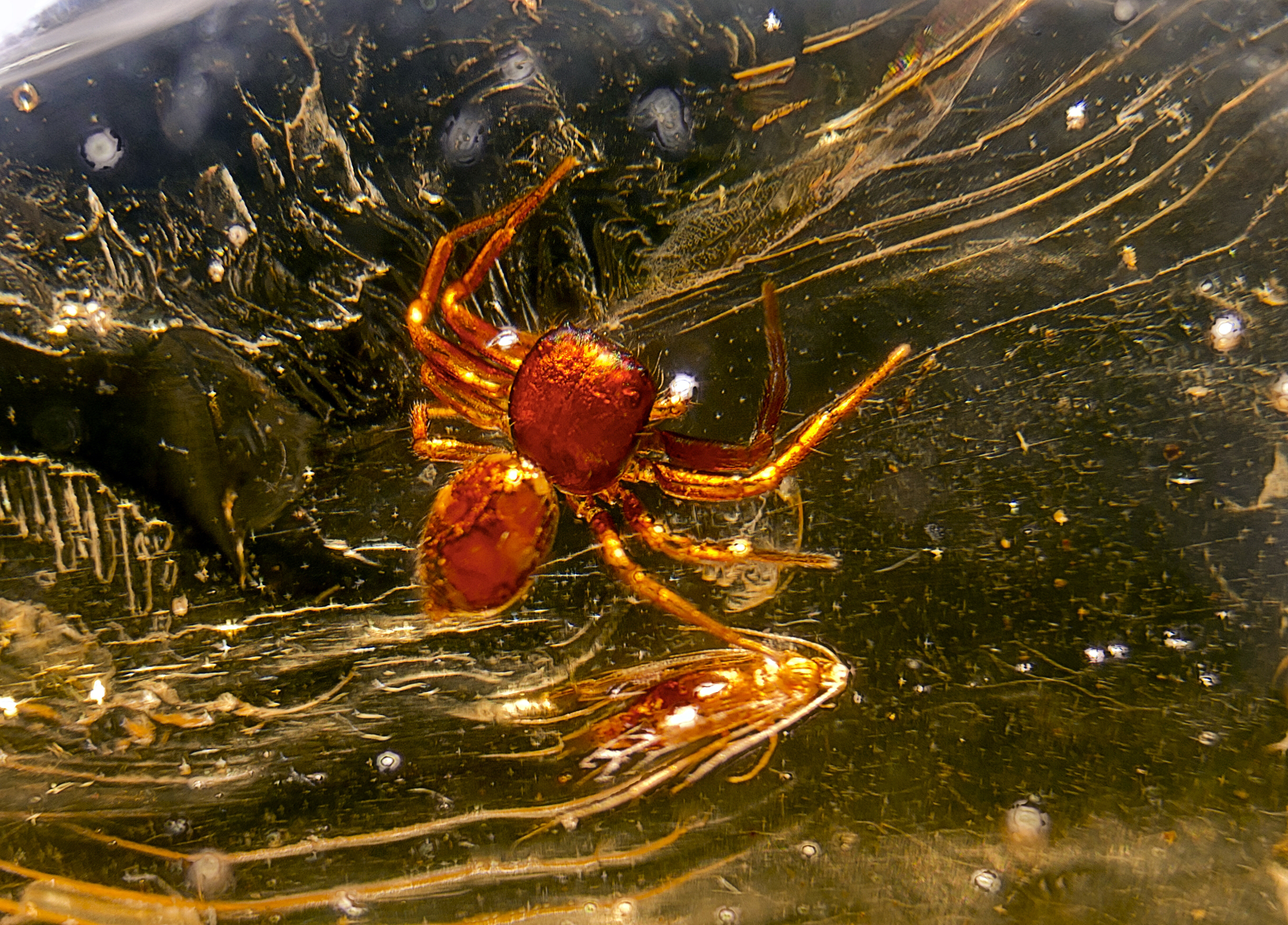
Pókzárvány egy madagaszkári kopálban

A kopál különféle trópusi fák magas hőfokon (150 °C-hoz közel) olvadó, külsőleg a borostyánkőre hasonlító gyantája. Nevét a mexikói navatl copalli (= gyanta) szóból kapta. A különböző növényekből nyert gyantákat megkülönböztető jelzőkkel nevezik meg.

## Eredete, termelése
A legtöbb kopált a Hátsó-Indiától Óceániáig honos kaurifenyő (Agathis) nemzetség egyes fajaiból nyerik. A kaurikopált gyakran kauriguminak is nevezik (angolul kauri gum).
Ezek a fák rengeteg gyantát termelnek, az pedig a fa tövében és törzsén 50 kg-ot is elérő tömegű csomókban gyűlik össze vagy jégcsapokhoz hasonlóan csüng az ágakról:
- a déli kaurifenyő (Agathis australis) és az új-kaledóniai Agathis ovata gyantája a kaurikopál,
- a kopálfenyő (Agathis robusta) és a malajziai dammarafenyő, (Agathis dammara) gyantája a manila- vagy dammarakopál.
- legértékesebb fajtája a zanzibárkopál, ami az egykor Délkelet-Afrikában élt, már kihalt fafajok — főleg a Zanzibár partvidékén élt malgas-fa (Trachylobium verrucosum) gyantájából – bizonyos fokig – fosszilizálódott.[2]

Megjegyzés: a dammarakopál nem tévesztendő össze a dammar- avagy dammaragyantával, ami több, a dipterokarpusz-félék családjába sorolt fa, főleg a szálafa (Shorea spp.) gyantája.
A friss kopál kevésbé keresett, mint a félig fosszilizált, ami illóolajtartalmának jó részét már leadta, és keménysége megközelíti a borostyánét. Az ilyen gyantát nem a fákról gyűjtik, hanem nagy rögeit a fák közül, a földből ássák ki. A félig fosszilis kopál gyűjtése időnként erdőirtásba torkollik: az erdőt felégetik, majd kopál után kutatva akár 2 m mélyen is felássák talaját.
A kaurikopált adó déli kaurifenyő kizárólag Új-Zéland Északi-szigetén él.
A manilakopált kereskedelmi célokra a Maluku-szigeteken és a Fülöp-szigeteken termelik. Ehhez megcsapolják a fákat, tehát azok törzsét megsebzik, és a kicsorgó gyantát (a kaucsuk termeléséhez hasonlóan) edényben fogják fel. Egy-egy fa évente mintegy 12 kg kopált termel.
A zanzibárkopál vöröses színű anyag; keménysége csaknem eléri a borostyánét.
Jelentős mennyiségű kopált adó fák még:
- Afrikában:
  - kongó-fa (Copaifera demeusi),
- Latin-Amerikában több, a pillangósvirágúakhoz tartó fa, pl.
  - Brazíliában a karib-akác (amerikai kopálfa, kurbarilfa, Hymenea courbaril)

A félig fosszilis kopál fő exportőre Indonézia; a legtöbbet Celebeszen gyűjtik a hegyi patakok friss áradmányaiból. Kemény rögeit a tengerparti homokokból is gyűjtik.

## Összetétele, tulajdonságai
Alkoholban és más szerves oldószerekben hevítés hatására oldódik. Keménysége: 2; sűrűsége: 1,06; törésmutatója: 1,54.
A kaurikopál balzsamos illatú, csillogó fényű gyanta. Először folyékony és színtelen, de gyorsan megszilárdul, és ettől matt fehér lesz. Félig fosszilizált állapotában fehéres, világossárga vagy sötétbarna. Különösen értékesek az áttetsző darabok.
A manilakopál középkemény anyag. Színe a fehéressárgától a barnáig változik, illata a kaurikopáléhoz hasonlóan kellemes.

## Felhasználása
A szintetikus lakkok megjelenéséig a bútorgyártásban nélkülözhetetlennek tartották. Azóta háttérbe szorult, de lakkokat és nyomdafestéket még gyártanak belőle.
Használják a borostyán hamisítására is. A jó minőségű kopál fizikai tulajdonságai alapján nem különböztethető meg a borostyántól, ezért erre az ún. éterpróbát használják: ott, ahol étert cseppentünk rá, a kopál felülete mattá válik, a borostyáné viszont nem.